# Гумберт III (граф Савойи)
Гумберт III Блаженный (итал. Umberto III il Beato, фр. Humbert III le Bienheureux; 4 августа 1136, замок Авильяна — 4 марта 1189, Шамбери) — граф Савойи, Аосты и Морьена с 1148 года, старший сын графа Амедея III и Матильды д’Альбон, сестры Гига IV д’Альбон.

## Биография
Стал графом Савойи в 12 лет после смерти отца. Сначала правил под руководством епископа Лозанны Амедея де Клермон. Почти вся его жизнь прошла в монастырях, которые он одарял щедрыми дарами. Человек очень благочестивый, Гумберт хотел стать монахом, но, чтобы обеспечить преемственность своей династии, женился четыре раза.
В 1153 году одержал победу над дофином Вьеннским Гигом V д’Альбон. Принял сторону папы Александра III в его борьбе против императора Фридриха Барбароссы. В 1175 году захватил Турин.
Гумберт III умер 4 марта 1189 года и был похоронен в аббатстве Откомб. В 1836 году беатифицирован папой Григорием XVI.

### Браки и дети
1-я жена: ранее 3 января 1151 Федива Тулузская (ок. 1135 — ок. 1154), дочь графа Тулузы Альфонса I Иордана и Федивы д’Юзес. Детей от этого брака не было.
2-я жена: с ок. 1155 (развод до 1162) Гертруда Лотарингская (ум. 1173), дочь графа Фландрии Тьерри Эльзасского и Сибиллы Анжуйской. Детей от этого брака не было.
3-я жена: с 1164 Клеменция Церингенская (ум. ок. 1173/1175), дочь герцога Конрада I Церингенского и Клеменции Намюрской, разведённая жена Генриха Льва, герцога Баварии и Саксонии. Дети:
- Алиса Савойская (1166—1174);
- София Савойская (ок. 1167/1172 — 3 декабря 1202); муж: ранее 1192 Аццо VI д’Эсте (ок. 1170 — ноябрь 1212), маркиз Анконы и граф Лорето;
- Элеонора Савойская (ум. 1202); муж: 1194 Бонифаций I Монферратский, маркграф Манферрато, король Фессалоник и Фессалии;

4-я жена: с 1177 Беатриса де Вьенн (ум. 8 апреля 1230), дочь графа Макона и Вьенна Жеро I и Морьет (Гионны) де Сален. Дети:
- Томас I (1178 — 1 марта 1233), граф Савойи, Аосты и Морьена с 1189;
- дочь (умерла в возрасте 7 лет)